# Ethelton, Nam Úc
Ethelton, Nam Úc là một ngoại ô của Thành phố Port Adelaide Enfield ở miền tây bắc thành phố Adelaide, thủ đô tiểu bang Nam Úc, nước Úc. Mã bưu điện của ngoại ô là 5015. Khu vực này cách trung tâm của thành phố Adelaide 13 km, nằm trên bán đảo LeFevre. Các khu vực lân cận của nó có: Semaphore, Semaphore South và Glanville.